# Anolis vanidicus
Anolis vanidicus (ескамбрайський трав'яний аноліс) — вид ігуаноподібних ящірок родини анолісових (Dactyloidae). Ендемік Куби.

## Поширення і екологія
Ексамбрайські трав'яні аноліси відомі з типової місцевості, розташованої на горі Сьєрра-де-Тринідад в горах Ескамбрай в центральній Кубі, на висоті від 25 до 800 м над рівнем моря. Вони живуть в тропічних лісах і соснових лісах в передгір'ях і горах, трапляються на плантаціях і в садах та в галерейних лісах.